# Cynips longiventris
Cynips longiventris är en stekelart som beskrevs av Hartig 1840. Cynips longiventris ingår i släktet Cynips, och familjen gallsteklar. Arten är reproducerande i Sverige.

## Bildgalleri

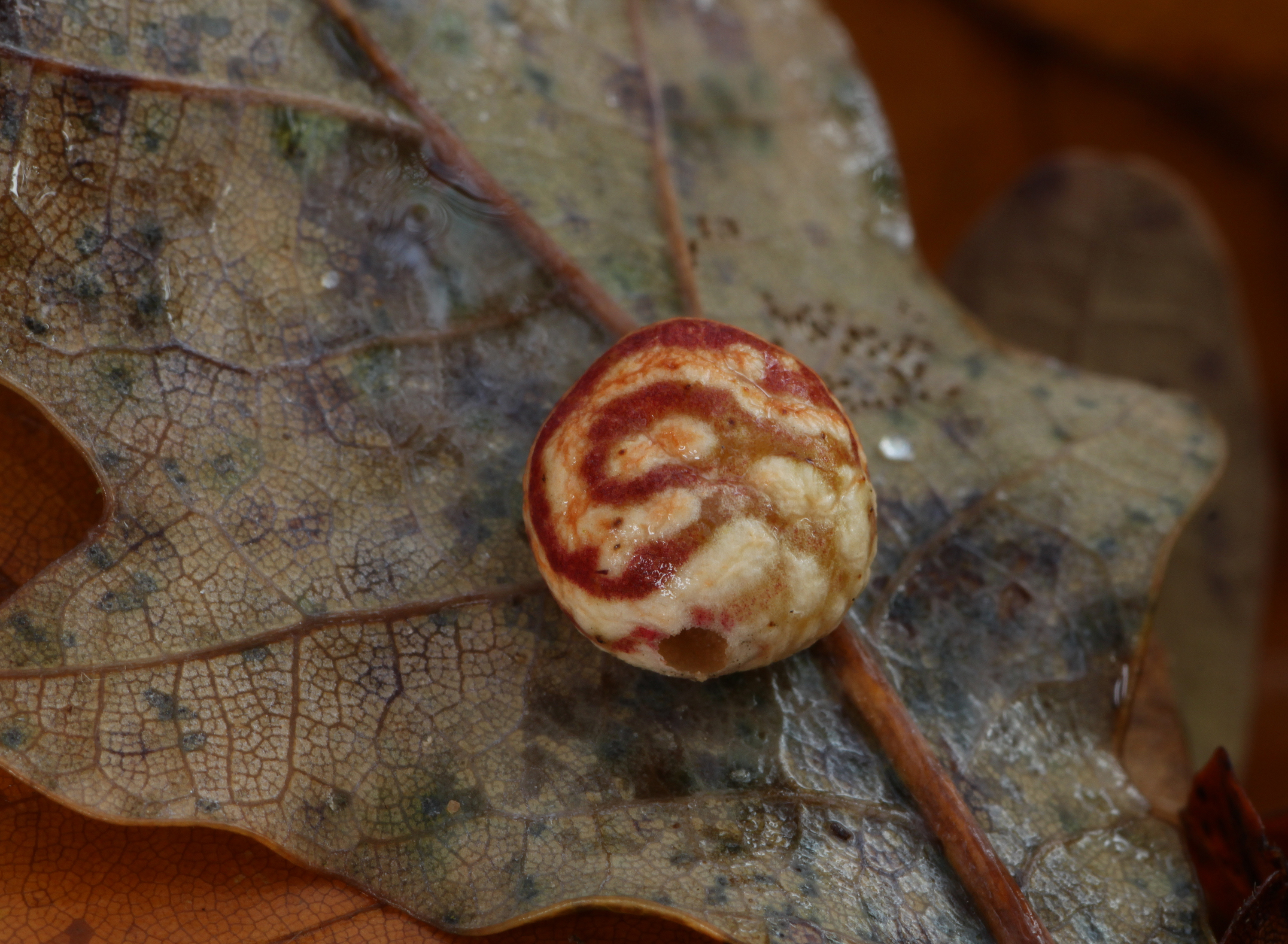
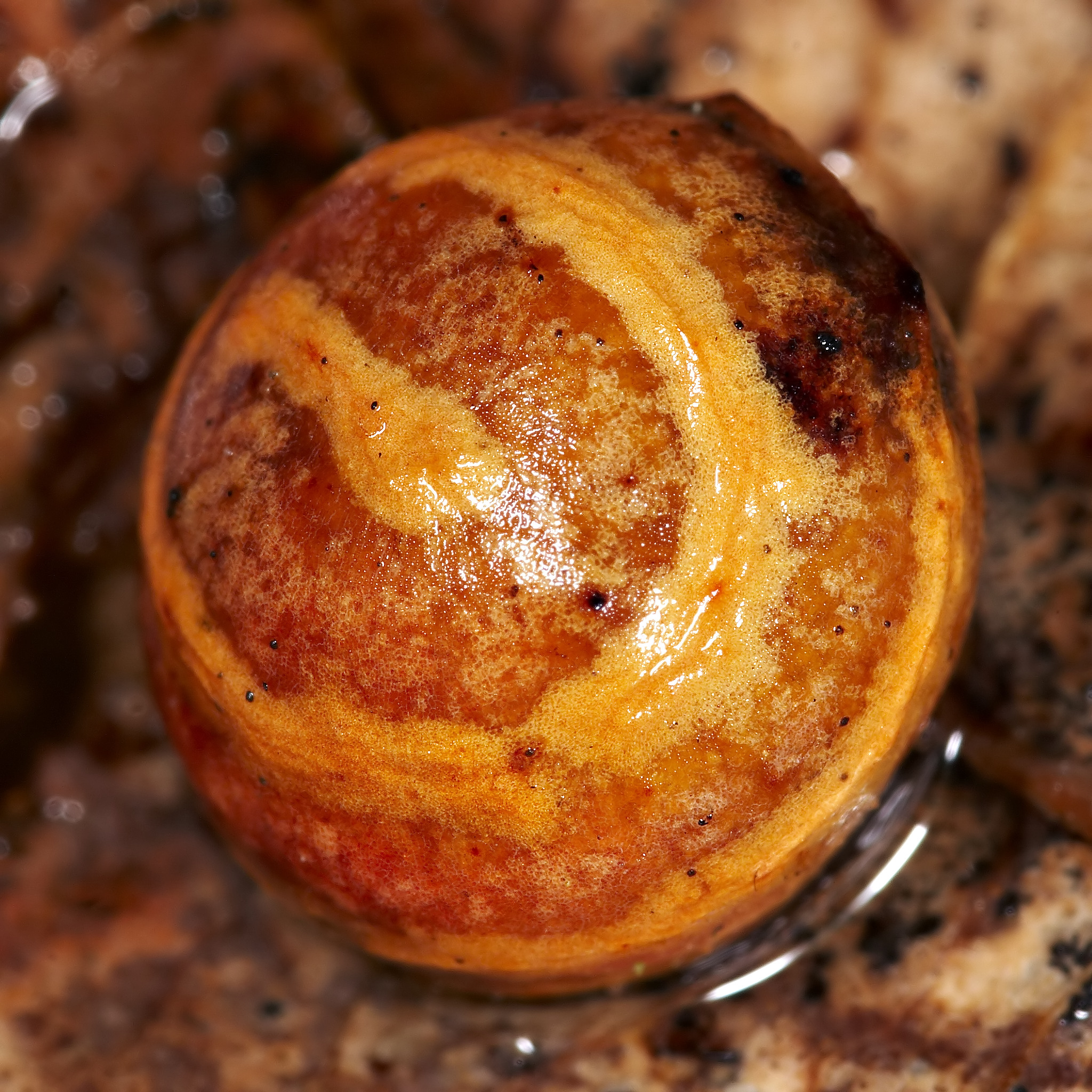
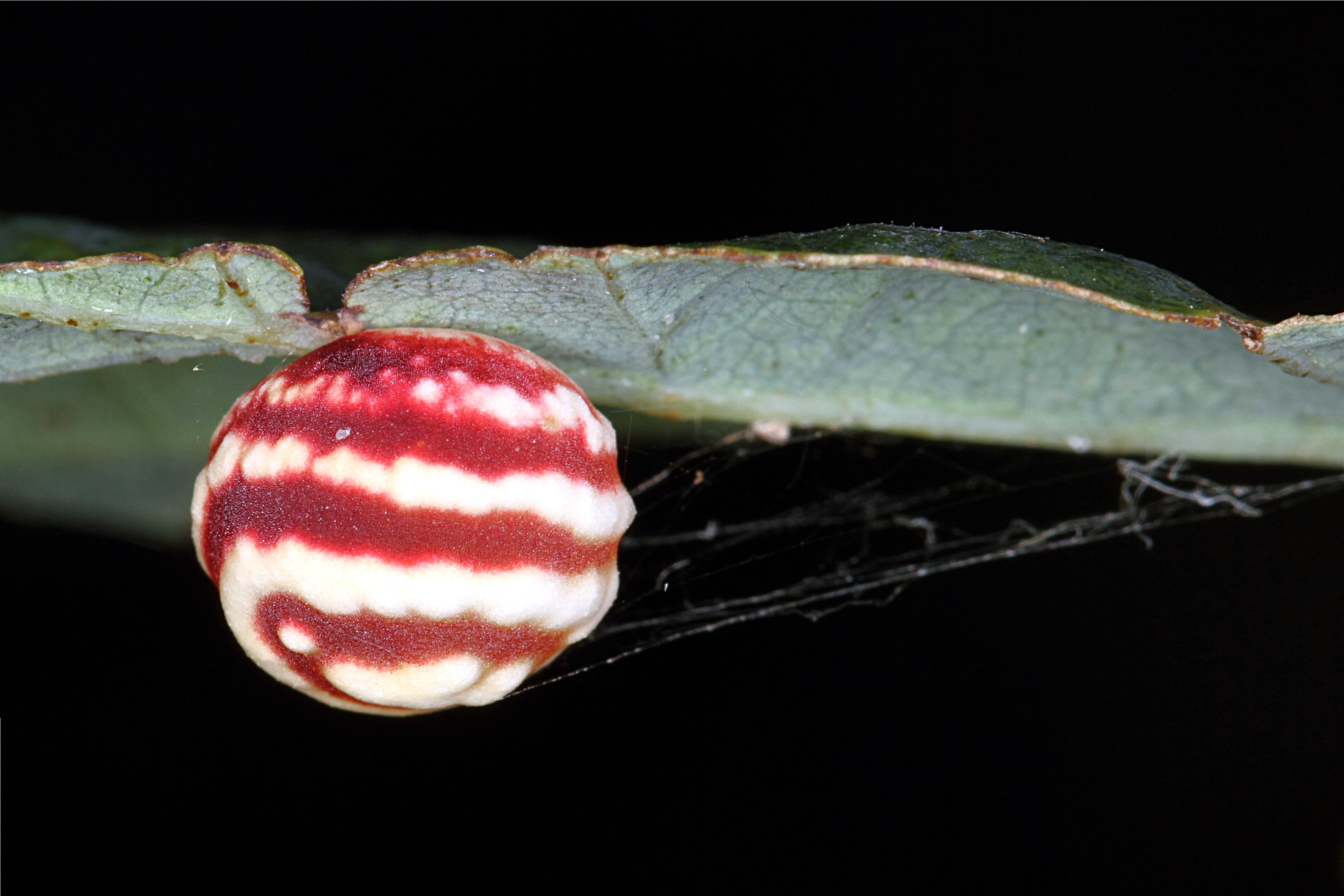